# Lista de grafias alternativas para topónimos relativos a países
Esta lista de grafias alternativas em língua portuguesa para topónimos relativos a países está estruturada alfabeticamente, contendo todos os países referidos na lista de Estados soberanos, incluindo Estados com pouco ou nenhum reconhecimento internacional (Abecásia, Alto Carabaque, Chipre do Norte, República da China (Taiuã), Cosovo, Ossétia do Sul, Palestina, República Democrática Árabe Saariana, Somalilândia e Transdniéstria).

## A
| Estado            | Grafias alternativas                                               |
| ----------------- | ------------------------------------------------------------------ |
| Abecásia          | Abecásia Abecázia Abcásia Abcázia                                  |
| Antígua e Barbuda | Antiga e Barbuda Antígua e Barbuda                                 |
| Armênia           | Arménia (português europeu) Armênia (português brasileiro)         |
| Azerbaijão        | Azerbaijão Azerbeijão Azerbaidjão (apenas em português brasileiro) |

## B
| Estado               | Grafias alternativas                                                            |
| -------------------- | ------------------------------------------------------------------------------- |
| Bahamas              | Baamas Bahamas                                                                  |
| Bangladesh           | Bangladesh Bangla Desh Bangladeche Bangladexe                                   |
| Barbados             | Barbada Barbados                                                                |
| Bahrein              | Barém Bahrain Bahrein Barain Baraine Barein Bareine                             |
| Benim                | Benin Benim                                                                     |
| Bielorrússia         | Belarus Bielo-Rússia Bielorrússia Rússia Branca                                 |
| para Birmânia        | ver Mianmar                                                                     |
| Bósnia e Herzegovina | Bósnia e Herzegovina Bósnia e Herzegóvina Bósnia-Herzegovina Bósnia-Herzegóvina |
| Botsuana             | Botsuana Botswana                                                               |
| Brunei               | Brunei Brunei Darussalã Brunei Darussalam                                       |
| Burquina Faso        | Burkina Faso Burkina Fasso Burquina Faso Burquina Fasso                         |
| Burúndi              | Burundi Burúndi                                                                 |

## C
| Estado                          | Grafias alternativas |
| ------------------------------- | --- |
| Camarões                        | Camarões Cameroun (apenas em português brasileiro) Camerum (apenas em português brasileiro) |
| Camboja                         | Camboja Cambodja (apenas em português brasileiro) |
| para Carabaque Montanhoso       | ver Alto-Carabaque |
| Catar                           | Catar Katar Qatar Quatar |
| Cazaquistão                     | Casaquistão Cazaquistão |
| para Ceilão                     | ver Sri Lanka |
| Centro-Africana, República      | África Central República Centro-Africana República Centrafricana |
| Chade                           | Chade Tchade (apenas em português brasileiro) Tchad (apenas em português brasileiro) |
| Checa, República                | Chéquia República Checa República Tcheca (apenas em português brasileiro) Tchéquia (apenas em português brasileiro) |
| China (Taiuane), República da   | China Nacionalista Formosa República da China Taiuã Taiuan Taiuane Taiwan |
| Chipre                          | Cipro Chipre |
| Chipre do Norte                 | Cipro do Norte Cipro Setentrional Chipre do Norte Chipre Setentrional |
| para Cidade do Vaticano         | ver Vaticano, Cidade do |
| para Cingapura                  | ver Singapura |
| Congo, República Democrática do | Congo Congo-Kinshasa Congo-Quinchasa Congo-Quinchassa Congo-Quinxasa Congo-Quinxassa República Democrática do Congo |
| Congo, República do             | Congo Congo-Brazavile Congo-Brazavila Congo-Brazzaville República do Congo |
| Coreia do Sul                   | Coreia Coreia do Sul República da Coreia |
| Coreia do Norte                 | Coreia Coreia do Norte República Popular Democrática da Coreia |
| Kosovo                          | Cosovo Cossovo Cóssovo Kosovo Kossovo |
| Costa do Marfim                 | Costa do Marfim Côte d'Ivoire |
| Kuwait                          | Kuwait (apenas em português europeu) Kuwait Koweit Kuweit Kowait Kuaite Coveite (apenas em português brasileiro) Cuaite Kwait Kuait Cuvaite (apenas em português brasileiro) Covaite (apenas em português brasileiro) Couuaite (apenas em português europeu) Quaite Coaite Coeite |

## D
| Estado                | Grafias alternativas                            |
| --------------------- | ----------------------------------------------- |
| para Djibuti          | ver Jibuti                                      |
| Domínica              | Dominica Domínica                               |
| Dominicana, República | República Dominicana Santo Domingo São Domingos |

## E
| Estado                               | Grafias alternativas                                           |
| ------------------------------------ | -------------------------------------------------------------- |
| Egito                                | Egito (AO 1990) Egipto (apenas em português europeu/AO 1945)   |
| para El Salvador                     | ver Salvador                                                   |
| Eslovênia                            | Eslovénia (português europeu) Eslovênia (português brasileiro) |
| Essuatíni                            | Essuatíni eSwatini Suazilândia                                 |
| para Estados Federados da Micronésia | ver Micronésia, Estados Federados da                           |
| Estônia                              | Estónia (português europeu) Estônia (português brasileiro)     |

## F
| Estado       | Grafias alternativas |
| ------------ | --- |
| Fiji         | Fiji Fíji Fidji (apenas em português brasileiro) Fídji (apenas em português brasileiro) Ilhas Fiji Ilhas Fíji Ilhas Fidji (apenas em português brasileiro) Ilhas Fídji (apenas em português brasileiro) |
| para Formosa | ver China, República da |

## G
| Estado                               | Grafias alternativas              |
| ------------------------------------ | --------------------------------- |
| para Grã-Bretanha e Irlanda do Norte | ver Reino Unido                   |
| Granada                              | Granada Grenada                   |
| Guiné                                | Guiné Guiné-Conacri Guiné-Conakry |

## H
| Estado       | Grafias alternativas |
| ------------ | -------------------- |
| para Holanda | ver Países Baixos    |

## I
| Estado               | Grafias alternativas                                                                        |
| -------------------- | ------------------------------------------------------------------------------------------- |
| Iémen                | Iémen (português europeu) Iêmen (português brasileiro) Iémene (apenas em português europeu) |
| para Ilhas Fiji      | ver Fiji, Ilhas                                                                             |
| para Ilhas Marechal  | ver Marechal, Ilhas                                                                         |
| para Ilhas Maurícias | ver Maurícia                                                                                |
| para Ilhas Salomão   | ver Salomão, Ilhas                                                                          |
| Irã                  | Irão (português europeu) Irã (português brasileiro)                                         |
| Irlanda              | Eire Irlanda                                                                                |

## J
| Estado | Grafias alternativas                   |
| ------ | -------------------------------------- |
| Jibuti | Djibouti Djibuti Djibúti Jibuti Jibúti |

## K
| Estado                   | Grafias alternativas |
| ------------------------ | -------------------- |
| para Karabakh Montanhoso | ver Alto Carabaque   |
| para Katar               | ver Catar            |
| para Kiribati            | ver Quiribáti        |
| para Kosovo              | ver Cosovo           |
| para Koweit              | ver Coeite           |

## L
| Estado        | Grafias alternativas                                       |
| ------------- | ---------------------------------------------------------- |
| Laos          | Laos Laus                                                  |
| Lesoto        | Lesoto Lessoto                                             |
| Letônia       | Letónia (português europeu) Letônia (português brasileiro) |
| Liechtenstein | Liechtenstein Listenstaina Listenstaine Listensteine       |

## M
| Estado             | Grafias alternativas |
| ------------------ | --- |
| Macedônia do Norte | Macedónia do Norte (português europeu) Macedônia do Norte (português brasileiro)                                         |
| Madagáscar         | Madagáscar (português europeu) Madagascar (português brasileiro)                                                         |
| Malásia            | Malásia Malaísia (apenas em português brasileiro)                                                                        |
| Malawi             | Maláui Malaui Malauí Malawi Malavi Malávi                                                                                |
| Mali               | Mali Máli |
| Ilhas Marshall     | Ilhas Marshall Ilhas Marechal                                                                                            |
| Maurícia           | Ilhas Maurícias Ilhas Maurício Maurícia Maurício Maurícias                                                               |
| Mianmar            | Birmânia Miamar (apenas em português brasileiro) Mianemar Mianmá (apenas em português brasileiro) Mianmar Myanmar Miãmar |
| Moldávia           | Moldávia Moldova |
| Mônaco             | Mónaco (português europeu) Mônaco (português brasileiro)                                                                 |

## N
| Estado                 | Grafias alternativas |
| ---------------------- | -------------------- |
| para Nagorno-Carabaque | ver Alto-Carabaque   |
| Niuê                   | Niue                 |

## O
| Estado | Grafias alternativas                   |
| ------ | -------------------------------------- |
| Omã    | Omã Omão (apenas em português europeu) |

## P
| Estado             | Grafias alternativas                                                      |
| ------------------ | ------------------------------------------------------------------------- |
| Países Baixos      | Países Baixos Holanda Neerlândia Nederlândia                              |
| Papua Nova Guiné   | Papua Nova Guiné Papua-Nova Guiné Papuásia-Nova Guiné Papuásia Nova Guiné |
| Polônia            | Polónia (português europeu) Polônia (português brasileiro)                |
| para Pridnestróvia | ver Transdniéstria                                                        |

## Q
| Estado      | Grafias alternativas                                     |
| ----------- | -------------------------------------------------------- |
| para Qatar  | ver Catar                                                |
| para Quaite | ver Couaite                                              |
| Quênia      | Quénia (português europeu) Quênia (português brasileiro) |
| Quirguistão | Quirguistão Quirguizistão Quirguízia                     |
| Quiribáti   | Kiribati Kiribáti Quiribati Quiribáti                    |

## R
| Estado                                       | Grafias alternativas                                       |
| -------------------------------------------- | ---------------------------------------------------------- |
| Reino Unido                                  | Reino Unido Grã-Bretanha e Irlanda do Norte                |
| para República Centro-Africana               | ver Centro-Africana, República                             |
| para República Dominicana                    | ver Dominicana, República                                  |
| para República Checa                         | ver Checa, República                                       |
| para República da China                      | ver China, República da                                    |
| para República da Coreia                     | ver Coreia do Sul                                          |
| para República da Irlanda                    | ver Irlanda                                                |
| para República da Macedônia                  | ver Macedónia                                              |
| para República Árabe Saariana Democrática    | ver Saariana Democrática, República Árabe                  |
| para República Democrática do Congo          | ver Congo, República Democrática do                        |
| para República do Congo                      | ver Congo, República do                                    |
| para República Popular Democrática da Coreia | ver Coreia do Norte                                        |
| para República Turca de Chipre do Norte      | ver Chipre do Norte                                        |
| Romênia                                      | Roménia (português europeu) Romênia (português brasileiro) |

## S
| Estado                               | Grafias alternativas |
| ------------------------------------ | --- |
| República Árabe Saariana Democrática | República Árabe Saariana Democrática República Árabe Sariana Democrática República Árabe Sahariana Democrática República Árabe Saaráui Democrática República Árabe Saaraui Democrática República Árabe Saarauí Democrática República Democrática Saráui Democrática República Árabe Saraui Democrática República Árabe Saharaui Democrática República Árabe Saharáui Democrática República Árabe Saharaui Democrática República Árabe Saharauí Democrática |
| Salvador                             | Salvador El Salvador |
| Samoa                                | Samoa Samoa Ocidental |
| São Cristóvão e Neves                | São Cristóvão e Neves São Cristóvão e Nevis São Cristóvão e Névis Saint Kitts e Nevis Saint Kitts e Névis |
| para São Domingos                    | ver Dominicana, República |
| São Marino                           | São Marinho San Marino São Marino (apenas em português europeu) |
| Seicheles                            | Seicheles Seychelles |
| Singapura                            | Singapura Cingapura (apenas em português brasileiro pré-AO1990) |
| Sri Lanka                            | Sri Lanca Sri Lanka Seri Lanca Seri-Lanca Ceilão |
| para Suazilândia                     | ver Essuatíni |
| Sudão do Sul                         | Sudão do Sul Sudão Meridional |
| Suriname                             | Suriname Surinão |

## T
| Estado                 | Grafias alternativas |
| ---------------------- | --- |
| para Taiuã             | ver China, República da |
| Tajiquistão            | Tajiquistão Tadjiquistão (apenas em português brasileiro) |
| Tanzânia               | Tanzânia Tanzania (apenas em português moçambicano) |
| para Tchade            | ver Chade |
| para Tcheca, República | ver Checa, República |
| Transdniéstria         | Transnistria Transdniéstria Trans-Dniéstria Transnístria Transdniestre Trans-Dniestre Transdnístria Pridnestróvia Transdanástria Trans-Danástria Transdanastro Trans-Danastro Cisdniéstria Cisdnestróvia Cis-Dniéstria Cis-Danástria Cis-Danastro Cisdanastro |
| Trindade e Tobago      | Trindade e Tobago Trinidad e Tobago (apenas em português brasileiro) Trinidade e Tobago (apenas em português brasileiro) Trindade e Tabago Trinidade e Tabago                                                                                                 |
| Turcomenistão          | Turcomenistão Turquemenistão Turcomanistão Turcoménia (português europeu) Turcomênia (português brasileiro) Turquemênia (apenas em português brasileiro) Turquimenistão (apenas em português brasileiro) Turquimênia (apenas em português brasileiro)         |

## U
| Estado      | Grafias alternativas    |
| ----------- | ----------------------- |
| Ucrânia     | Ucrânia Ucraína         |
| Usbequistão | Usbequistão Uzbequistão |

## V
| Estado | Grafias alternativas                                       |
| ------ | ---------------------------------------------------------- |
| Vietnã | Vietname (português europeu) Vietnã (português brasileiro) |

## Z
| Estado   | Grafias alternativas                        |
| -------- | ------------------------------------------- |
| Zimbábue | Zimbábue Zimbabué Zimbabwe Zimbaué Zimbabue |